# Operação Pulverização
A Operação Pulverização foi deflagrada no dia 19 de novembro de 2015, onde o Ministério Público de Pernambuco (MPPE) junto com o Grupo de Atuação Especial de Repressão ao Crime Organizado (GAECO) realizaram prisões nas cidades de Belém de Maria, Batateira, Água Preta, Palmares, Catende, Chã Grande e Caruaru. Ao todo, são 33 pessoas, entre elas presos e investigados. A Operação Pulverização já está na sua 3ª fase, segundo a justiça, o prejuízo  aos cofres públicos da Prefeitura de Belém de Maria, pode chegar aos R$ 100 milhões de reais.

## Operação Pulverização
No dia 19 de novembro de 2015, foi deflagrada a primeira fase fase da  Operação Pulverização. A  Polícia Civil junto com o Batalhão Especializado de Policiamento do Interior (Bepi),efetuaram 13 mandados de prisão, sendo que sé 6 foram foram cumpridos com sucesso sendo os vereadores recolhidos ao Presídio Rorenildo da Rocha Leão

, em Palmares, Jailson José da Silva (Jal da Ambulância), que é irmão do prefeito; Josival Carlos dos Santos (Val de Danda); Antonio José da Silva (Irmão Toinho); Carlos José Soares (Carlos de Zezito); e José Jairo de Leonildo de Brito (Jairo de Timbó), que é presidente da Câmara. Além deles, foi preso o supervisor de serviços Flávio Roberto da Silva (Flávio Canaã).
Dentre as 7 pessoas que se encontravam foragidas da justiça, também estava entre elas, o ex-prefeito da cidade Belém de Maria Valdeci José da Silva Vulgo (Tio Correia), o secretário municipal de Turismo e Cultura, Erivaldo Gonçalves Ferreira (Val Areias), o secretário municipal de Turismo e Cultura, o vereador José Bezerra Cabral (Inácio Devanite), a presidente da Comissão de Licitação, Claudineide Maria da Silva, o tesoureiro da Prefeitura, Raul Alves de Oliveira, (Raul Rasek) o ex-tesoureiro João Antonio Sabino Gonçalves do Nascimento, e o diretor-administrativo da Secretaria municipal de Finanças, Anderson Florêncio da Silva (Andinho) e também o ex-gerente do Banco do Brasil em Chã Grande acusado de ser o facilitador das transações bancárias da quadrilha que atuava na prefeitura em Belém de Maria

O prefeito já havia sido afastado do cargo em dezembro do ano passado, suspeito de liderar o grupo que vinha sendo investigado pelo Gaeco/MPPE há mais de seis meses.

### Como Funcionava o esquema de corrupção
O esquema fraudulento e criminoso, consistia em lavagem de dinheiro através de pagamentos fraudulentos, superfaturados e sem licitação, a empresas fantasmas que, supostamente, realizavam serviços para a Prefeitura de Belém de Maria. Porém, nenhum dos serviços contratados foi executado. “São empresas criadas para servir de vetores ao escoamento do dinheiro público”, afirmou o promotor de Justiça Frederico Guilherme da Fonseca, que também participou das investigações. As empresas não têm sede própria, funcionários, nem requisitos necessários para exercer as funções a que se propõem.
As investigações da Operação Pulverização foram iniciadas pelo Gaeco em 2013. “No gabinete do prefeito foram achados cheques, que somavam mais de R$ 400 mil, destinados a essas empresas. Em muitos casos, os pagamentos eram realizados seis meses antes da data do serviço contratado começar”, revelou o promotor Frederico Guilherme da Fonseca. “O contrato para a poda das árvores no município foi orçado em R$ 400 mil. Ou seja, a esse preço, praticamente toda a cobertura vegetal do município seria devastada”, exemplificou o procurador de Justiça Ricardo Lapenda.
Além dos pagamentos às empresas, havia uma mesada enviada aos vereadores envolvidos, para que facilitassem o andamento do esquema de fraudes. Um dos indícios que levou os investigadores a chegarem aos nomes dos acusados foram movimentações bancárias suspeitas, muito além da capacidade econômica dos envolvidos e realizadas de maneira constante. Outro caminho que facilitou a identificação dos nomes foi a descoberta de conversas na rede social WhatsApp, que mostravam as negociações e indicações para as transferências de dinheiro entre funcionários da Secretaria de Finanças da Prefeitura e os políticos locais.

### Prisão domiciliar
O Tribunal de Justiça de Pernambuco (TJPE) decretou a prisão domiciliar com monitoramento eletrônico para cinco ex-vereadores investigados em Belém de Maria, na Mata Sul de Pernambuco. Os ex-parlamentares foram levados até a central de monitoramento eletrônico onde colocarem a tornozeleira. 
"A prisão domiciliar perdura até a condenação, se houver. Após isso, vão para o presídio comum" explicou a juíza.

## Operação Pulverização 2ª fase
Em 12/09/2016 o Ministério Público de Pernambuco (MPPE) obteve na Justiça a suspensão do do cargo pública da ex-vice-prefeita (interina) de Belém de Maria, Maria Amália Silva do Egito.A qual também foi acusada pelo MPPE de cometer as mesmas práticas criminosas já imputadas contra o ex-prefeito Valdeci José da Silva (Tio Correia) e as demais acusados e presosna Operação Pulverização.
A ex-vice prefeita e ex-prefeita (Interina) também foi acusada beneficiar o esquema criminoso, a ré utiliza o cargo de prefeita (interina) para proteger todos os participantes e acusados do grupo, além de permanecer realizando contratos com as empresas fantasmas, apontou o desembargador Carlos Moraes, no texto da decisão.
Diante de todas provas e da conduta criminosa, o MPPE entendeu o perigo que representava a permanência de Maria Amália Silva do Egito no cargo de prefeita (interina). Tais alegações resultaram em um pedido de prisão preventiva contra a mesma, devido a sua influência como chefe do Poder Executivo poderia comprometer 
o andamento das investigações.

### Reportagem especial
No dia 10 de abril de 2016 a cidade de Belém de Maria, foi destaque no quadro do Fantástico Cade O Dinheiro Que tava Aqui? Da TV Globo. O quadro teve bastante repercussão, tanto local, como a nível nacional. O Repórter Secreto viajou até a cidade de Belém de Maria e Batateira., onde lá entrevistou vários moradores e também familiares dos acusados. Assista o vídeo da reportagem!

### Afastamento do ex-prefeito Valdeci José da Silva
- No dia 2 de dez de 2015, a pedido do Ministério Público de Pernambuco (MPPE), a Justiça afastou do cargo[41] o ex-prefeito de Belém de Maria, Valdeci José da Silva (Tio Correia),[42] sob as acusações de improbidade administrativa, fraudes de licitação (Lei 8666/93), lavagem de dinheiro (Lei 9.613/98) e organização criminosa (Lei 12.850/03), corrupção passiva (artigo 317 do CPB) e peculato (artigo 312 do CPB). Resultando assim, no afastamento do ex-prefeito.[43][44]

### Maria Amália Egito e Silva
- Em 4 de dez de 2015 a justiça determinou que a ex-vice prefeita Amália Egito,[45] assumisse o comando da prefeitura como Prefeita Interina após a Operação Pulverização ser deflagrada. A justiça investiga investiga um suposto desvio de R$ 100 milhões. [46]

A ex-vice prefeita que também concorreu ao cargo em 2016 tendo 48.51% um total de 3,608 de votos válidos,(Não Eleito) foi afastada do cargo a pedido do O Ministério Público de Pernambuco (MPPE) em 10 de setembro de 2016.
A justiça determinou que Amália Egito, fica proibida de manter contato com os demais integrantes do esquema criminoso, de acessar os prédios da Prefeitura de Belém de Maria; e de deixar o território nacional, devendo entregar o passaporte à Justiça. Além disso, a prefeita afastada tem de comparecer mensalmente ao Juízo da Comarca de Belém de Maria para informar sobre suas atividades.
As investigações também apontaram "que havia" um amplo esquema de corrupção envolvendo funcionários públicos e empresários do município de Belém de Maria. Após o afastamento do prefeito Valdeci José da Silva (Tio Correia), em dezembro de 2015, a vice-prefeita assumiu o cargo e, segundo as investigações do Grupo de Atuação Especial de Combate às Organizações Criminosas do MPPE (Gaeco), deu continuidade às ilegalidades que eram comandadas pelo ex-gestor.
Em delação premiada ao (Gaeco) uma pessoa que faz parte da organização criminosa informou que cedeu sua conta bancária para a realização de depósitos referentes à compra de notas fiscais frias, emitidas por uma empresa de fachada, pela vice-prefeita, na época em que Maria Amália Silva do Egito estava à frente da Secretaria de Saúde de Belém de Maria. Quando já estava no cargo de prefeita, ela firmou aditivos contratuais com a mesma empresa, dando continuidade aos pagamentos mesmo sem haver qualquer prestação de serviço à municipalidade.
Em outro caso, o ex-secretário de Finanças do município, Benevilson Duarte, afirmou em depoimento que o prefeito Valdeci José da Silva teria desviado R$ 80 mil dos cofres públicos com a finalidade de pagar o ressarcimento de valores estipulado pelo Tribunal de Contas do Estado contra Maria Amália Silva do Egito, devido à rejeição das contas dela quando era presidente da Câmara de Vereadores.
Por fim, o dono de uma empresa fantasma contratada para prestar serviços de dedetização ao município de Belém de Maria relatou ter feito um depósito diretamente na conta pessoal da acusada, sob as ordens do ex-secretário Benevilson Duarte.
“Além de integrar e se beneficiar do esquema criminoso, a ré utiliza o cargo de prefeita para proteger os demais participantes do grupo, além de permanecer contratando com empresas fantasmas”, apontou o desembargador Carlos Moraes, no texto da decisão.
Diante de todas essas provas de conduta criminosa, o MPPE entendeu estar caracterizado o perigo que representava a permanência de Maria Amália Silva do Egito no cargo de prefeita. Tais alegações embasaram um pedido de prisão preventiva contra ela, tendo em vista que a sua influência como chefe do Poder Executivo poderia comprometer o andamento das investigações. A Justiça, no entanto, entendeu que a medida cautelar de afastamento do exercício do cargo já seria suficiente para cessar a realização das práticas criminosas.

### 3° Prefeito(a)
- Após o afastamento da ex-prefeita interina Amália Egito, Maria do Socorro Barbosa de Araújo (Socorro da Saúde)[52] que na época era presidente da câmara de vereadores de Belém de Maria, assumiu interinamente o cargo de Prefeita de Município de Belém de Maria.[53] tudo isso ocorrendo em menos de 1 ano. Socorro da Saúde permaneceu no cargo até 1 de janeiro  de 2017, quando o atual prefeito Rolph Eber Casale Junior foi eleito com 51.49% dos votos válidos, somando um total de 3,829 votos.[54]

### As "empresas"
Empresas – o esquema fraudulento consistia na contratação das empresas Júlio César dos Santos 
- Eireli, pertencente a Júlio Ferreira dos Santos;
- CC Feitosa da Silva Filho[56]
- Águia Dourada Produções, Eventos e Serviços, pertencente a Clécio Carlos Feitosa da Silva Filho;[57]
- JG Ferreira Pintura e Serviços, pertencente a José Ginaldo Ferreira;[58]
- me gomes artes e serviços[59]
- Eireli, pertencente a Manoel Elivaldo Gomes da Silva; Edvaldo F. Dos Santos
- EPP, pertencente a Edvaldo Ferreira dos Santos, por meio de dispensas de licitação indevidas, além de participação irregular de licitações públicas para, assim, servir de canal para o *desvio de recursos públicos. As cinco empresas foram beneficiadas, tendo como ordenador de despesas o ex-secretário de Finanças de Belém de Maria, Benevilson Laurêncio.[60]

### Prisão do ex-prefeito Valdeci José da Silva
- 31/08/2016 Foragido desde a deflagração da segunda fase da Operação Pulverização, no início deste ano de 2016, o ex-prefeito de Belém de Maria, Valdeci José da Silva (Tio Correia) PSB, se entregou à polícia no dia 23 de janeiro de 2016.[61]

O ex-gestor do município da Zona da Mata pernambucana foi levado ao Centro de Triagem e Observação Professor Everardo Luna (Cotel), em Abreu e Lima, no Grande Recife. Onde segue preso até o exato momento. 
Valdeci José da Silva (Tio Correia) está respondendo na justiça por associação criminosa, lavagem de dinheiro, peculato, falsidade ideológica, 
entre outros crimes, enquanto era gestor da prefeitura de Belém de Maria PE. A segunda fase da operação foi deflagrada pelo Grupo de Atuação Especial de Combate às Organizações Criminosas (Gaeco) do Ministério Público de Pernambuco (MPPE) em fevereiro deste ano. 
Na época, foram expedidos mandados de prisão contra o prefeito, vereadores e funcionários públicos locais. O MPPE estima que R$ 9 milhões foram desviados do município, podendo chegar a R$ 100 milhões.

## Operação Pulverização 3ª fase
A 3ª fase da Operação Pulverização deu-se no dia 23 de dezembro de 2016, onde o Grupo de Atuação Especial de Combate às Organizações Criminosas (Gaeco) do Ministério Público de Pernambuco (MPPE) e a Polícia Civil realizaram 3ª fase da Operação Pulverização, cumprindo mandados de prisão preventiva referentes as duas fazes anteriores da operação.
O objetivo foi realizar a desarticulação do núcleo econômico empresarial e núcleo político, e o organização criminosa que era formada por "empresários" e funcionários públicos.A terceira fase da Operação Pulverização realizada em Belém de Maria e Batateira ressaltou em 6 prisões sendo elas a prisão do ex-secretário de infraestrutura de Ataíde Júnior, além de donos de armazéns de construção e de empresas de eventos. Ficaram em aberto mais 6 mandatos de prisão preventivas.

## Lista dos envolvidos na Operação Pulverização
Essa é a lista dos presos e envolvidos na Operação Pulverização deflagrada no dia 19 de novembro de 2015 em Belém de Maria.

### Raul Benevilson Laurêncio Duarte
- 19 de novembro de 2015, prisão de Benevilson Duarte[70] ex-secretario de finanças na Prefeitura de Belém de Maria.

O mesmo segue em prisão domiciliar, aguardando julgamento.

### Júlio Ferreira dos Santos
- Segundo o (MPPE) Júlio Ferreira dos Santos atuava como proprietário das empresas fantasmas,[71] foi preso sábado 30 de janeiro de 2016.

As empresas eram comandadas por "laranjas", pessoas que fornecem os próprios dados pessoais para encobrir procedimentos ilícitos, conscientes do sistema criminoso e chefiadas por Júlio Ferreira dos Santos, único elo empresarial do grupo. O desvio de recursos era facilitado através de dispensas de licitações, já que os contratos eram feitos todos abaixo dos R$ 8 mil. Júlio se encontra preso aguardando julgamento.

### Fernando Nazareno Santos de Arruda
- Em 24 de novembro de 2015 a polícia Civil em parceria com o Ministério Público de Pernambuco MPPE prende Fernando Nazareno[73] ex-gerente do BB preso na Operação Pulverização.

### Prisão dos Veradores
- 28 de janeiro de 2016 o  Ministério Público de Pernambuco ( MPPE ) junto em parceria com o Grupo de Atuação Especial de Combate às Organizações Criminosas (Gaeco) decretaram a prisão dos 5 ex-vereadores[74] de Câmara Municipal de Belém de Maria. São Eles:

Ex-Vereadores:
- Jaílson José da Silva (Jal da Ambulância)[75]

- Josival Carlos dos Santos (Val de Danda)[76]

- Antônio José da Silva (Irmão Toinho)[21][77]

- Carlos José Soares (Carlos de Zezito)[22][78][79]

- José Jairo de Leonildo Brito (Jairo de Timbó)[80][81] - ex-presidente da Câmara de Vereadores de Belém de Maria.

Em 29/02/2016 a justiça decretou prisão domiciliar mediante fiança aos 5 vereadores envolvidos no caso. Todos aguardam julgamento.
odos os investigados são suspeitos de participação em organização criminosa, fraudes em licitações, lavagem de dinheiro e dilapidação do patrimônio público municipal.
As penas podem chegar até 30 anos de reclusão.

### Flávio Roberto da Silva
- Em 28 de janeiro de 2016 o Ministério Público de Pernambuco (MPPE) decretou a prisão de Flávio Roberto da Silva conhecido como Flávio Canaã ex-supervisor de serviços na Prefeitura de Belém de Maria.[83]

### José Bezerra Cabral
- 6 de julho de 2016 o ex-vereador José Bezerra Cabral[84] conhecido pelo vulgo (Inácio Devanite) se entregou a justiça.

Inácio Devanite também é um dos suspeitos e investigados na Operação Pulverização. Atualmente, o ex-parlamentar segue em prisão domiciliar.

### Raul Alves de Oliveira
- Foragido desde Sábado, 30 de janeiro de 2016 Raul Alves de oliveira (Raul Rasek) ex-tesoureiro de Belém de Maria se entrega a justiça no dia 14/07/2016.[87]Até o momento o mesmo segue em prisão domiciliar aguardando julgamento.

### Anderson Florêncio da Silva
- Anderson Florêncio da Silva[88] (Andinho) ex-diretor administrativo na Prefeitura de Belém de Maria foragido desde de 30 de janeiro se entregou a justiça em 15 de agosto de 2016.

Anderson (Andinho) Também é investigado na Operação Pulverização.O ex-diretor administrativo segue em prisão domiciliar aguardando julgamento.

### Valdeci José da Silva
- O ex-prefeito de Belém de Maria Valdeci José da Silva (Tio Correia)[90] passou 7 meses foragido[91] segundo a justiça. O ex-parlamentar se entregou[92][93]

 a justiça no dia 31/08/2016 por volta das 08h32 da manhã.
Até o momento o ex-prefeito Valdeci José (Tio Correia) segue preso no Cotel de Abreu e Lima onde aguarda julgamento.
Ele responde pelos crimes de fraudes de licitação
 (Lei 8666/93), lavagem de dinheiro (Lei 9.613/98) e organização criminosa (Lei 12.850/03), corrupção passiva (artigo 317 do CPB) e peculato (artigo 312 do CPB).  a segunda fase a segunda fase da operação prendeu seis pessoas. As penas podem chegar até 30 anos de reclusão. da operação prendeu seis pessoas. As penas podem chegar até 30 anos de reclusão.

### Wellington Antonio da Silva
- Wellington Antonio[101] foi preso no dia 28 de novembro de 2016, na 3ª fase da Operação Pulverização envolvido no esquema que fraudava licitações

 em Belém de Maria.
Wellington também era ex-funcionário da Prefeitura de Belém de Maria. O mesmo segue em prisão domiciliar, sendo acompanhado e monitorado por tornozeleira eletrônica.

### Gabriel José da Silva
- Gabriel José[104] foi preso em 1 de dezembro de 2016 na Operação Pulverização fase 3ª, segundo a justiça o acusado era responsável pelos pagamentos aos agiotas.

A prefeitura depositava o dinheiro em sua conta corrente, e o mesmo ficava incumbido de passar os cheques em forma de pagamento. Foi estipulado uma fiança na importância de R$ 5.000,00 (cinco mil reais), conforme fl. 639. Levando-se em consideração os documentos juntados aos autos pelo requerente. Gabriel José da Silva.
segue em prisão domiciliar sendo monitorado por tornozeleira eletrônica.

### José Ataíde Ferreira Filho[105]
- 25/11/2016 o Ministério Público de pernambuco decretou a prisão do ex-secretário de infraestrutura[106] do Município de Belém de Maria. José Ataíde Ferreira Filho (Ataíde Junior).[107]

Atualmente o ex-secretário e empresário no ramo de materiais de construção segue em prisão domiciliar, monitorado por tornozeleira eletrônica.